# Bill Keech
William Keech (30 tháng 4 năm 1872 - 6 tháng 9 năm 1948) là một cầu thủ bóng đá người Anh thi đấu ở vị trí tiền đạo trung tâm và tiền vệ phải thi đấu ở Football League cho Blackpool, Leicester Fosse, Loughborough và Liverpool. Sau khi giải nghệ ông trở lại một trong các câu lạc bộ cũ của mình, Queens Park Rangers, để làm huấn luyện viên.

## Thống kê sự nghiệp
| Câu lạc bộ          | Mùa giải            | Giải quốc nội                  | Giải quốc nội | Giải quốc nội | Cúp FA  | Cúp FA    | Khác    | Khác      | Tổng    | Tổng      |
| Câu lạc bộ          | Mùa giải            | Hạng đấu                       | Số trận       | Bàn thắng     | Số trận | Bàn thắng | Số trận | Bàn thắng | Số trận | Bàn thắng |
| ------------------- | ------------------- | ------------------------------ | ------------- | ------------- | ------- | --------- | ------- | --------- | ------- | --------- |
| Liverpool           | 1895-96             | Second Division                | 6             | 0             | 0       | 0         | —       | —         | 6       | 0         |
| Leicester Fosse     | 1897-98             | Second Division                | 9             | 3             | —       | —         | —       | —         | 9       | 3         |
| Leicester Fosse     | 1898-99             | Second Division                | 6             | 2             | 0       | 0         | —       | —         | 6       | 2         |
| Leicester Fosse     | Tổng                | Tổng                           | 15            | 5             | 0       | 0         | —       | —         | 15      | 5         |
| Queens Park Rangers | 1899-1900 1899-00   | Southern League First Division | 24            | 2             | 10      | 3         | —       | —         | 34      | 5         |
| Queens Park Rangers | 1900-01             | Southern League First Division | 14            | 1             | 3       | 0         | —       | —         | 17      | 1         |
| Queens Park Rangers | 1901-02             | Southern League First Division | 17            | 0             | 3       | 0         | —       | —         | 20      | 0         |
| Queens Park Rangers | Tổng                | Tổng                           | 55            | 3             | 16      | 3         | —       | —         | 71      | 6         |
| Brentford           | 1902-03             | Southern League First Division | 20            | 0             | 1       | 0         | 1       | 0         | 22      | 0         |
| Tổng cộng sự nghiệp | Tổng cộng sự nghiệp | Tổng cộng sự nghiệp            | 41            | 5             | 1       | 0         | 1       | 0         | 43      | 5         |

1. ↑  Số lần ra sân ở Southern League promotion-relegation test match